# Astylosternus batesi
Espèce
Synonymes
- Gampsosteonyx batesi Boulenger, 1900
- Dilobates platycephalus Boulenger, 1900

Statut de conservation UICN

 LC  : Préoccupation mineure
Astylosternus batesi est une espèce d'amphibiens de la famille des Arthroleptidae.

## Répartition
Cette espèce se rencontre jusqu'à 1 000 m d'altitude dans le Sud du Cameroun, en Guinée équatoriale, au Gabon, dans le sud-ouest de la Centrafrique, au Congo-Brazzaville et dans l'extrême Ouest du Congo-Kinshasa.

## Étymologie
Cette espèce est nommée en l'honneur de George Latimer Bates.

## Publication originale
- Boulenger, 1900 : A list of the batrachians and reptiles of the Gaboon (French Congo), with descriptions of new genera and species. Proceedings of the Zoological Society of London, vol. 1900, p. 433-456 (texte intégral).